# Orthoester

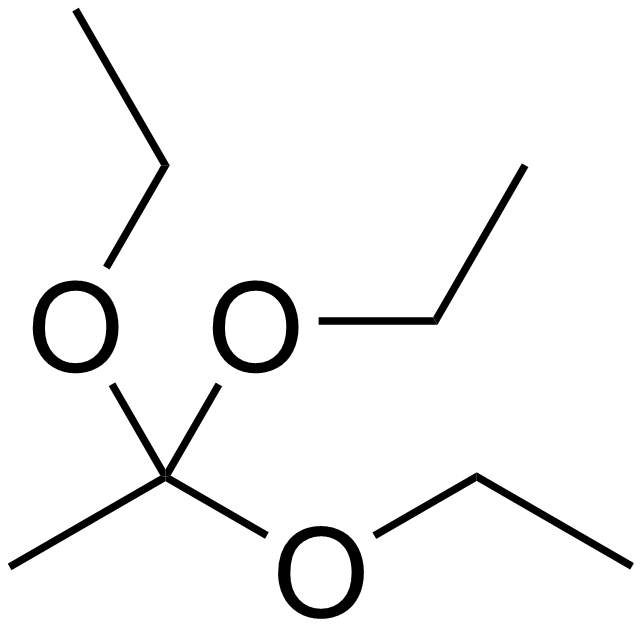
Structure de l'orthoacétate d'éthyle, un orthoester.

En chimie organique, un orthoester est un groupe fonctionnel qui contient trois groupes alkoxy accrochés au même atome de carbone. L'orthoacétate d'éthyle est un exemple d'orthoester dans lequel trois groupes éthoxy décorent un fragment CH3C. Un autre exemple est l'orthoformiate d'éthyle. Enfin, quelques produits naturels comme la résinifératoxine sont de fait des orthoesters.
Les orthoesters sont principalement utilisés en chimie organique comme groupes protecteurs des esters.

## Synthèse
On peut les obtenir par réaction des nitriles avec les alcools correspondants sous catalyse acide :
RCN + 3 R’OH → RC(OR’) 3 + NH3

## Propriétés physico-chimiques
Les orthoesters sont facilement hydrolysés en esters en présence d'eau acidifiée.
RC(OR’) 3 + H2O → RCO2R’ + 2 R’OH
Par exemple, sur l'orthoformiate de méthyle avec le mécanisme réactionnel :